# Hampton Coliseum (álbum)
Hampton Coliseum (Live 1981) es un álbum en directo de la banda británica de rock The Rolling Stones, publicado en 2012. Fue registrado en el Hampton Coliseum de Hampton, Virginia el 18 de diciembre de 1981 como motivo de la gira de promoción de su álbum Tattoo You. El álbum fue distribuido exclusivamente como descarga digital a través de Google Music el 30 de enero de 2012.
Hampton Coliseum (Live 1981) es una grabación realizada en Virginia el 18 de diciembre de 1981 y remasterizada en 2012. El concierto fue filmado en vídeo para la película Let's Spend the Night Together el mismo día en que Keith Richards cumplía 38 años. Las canciones "Let's Spend the Night Together", "Shattered", "Twenty Flight Rock" y "Time Is On My Side" habían sido previamente publicadas en el álbum en directo Still Life de 1982. Durante la interpretación de "(I Can't Get No) Satisfaction" Keith Richards le pega con su guitarra a un fan que subió al escenario.

## Lista de canciones
Todas las canciones escritas y compuestas por Mick Jagger, Keith Richards, excepto donde lo indica. 
| N.º | Título                                                                             | Duración |  |
| 1.  | «Under My Thumb»                                                                   | 5:04     |  |
| 2.  | «When the Whip Comes Down»                                                         | 5:06     |  |
| 3.  | «Let's Spend the Night Together»                                                   | 4:32     |  |
| 4.  | «Shattered»                                                                        | 4:50     |  |
| 5.  | «Neighbours»                                                                       | 4:23     |  |
| 6.  | «Black Limousine» (Mick Jagger, Keith Richards, Ronnie Wood)                       | 3:28     |  |
| 7.  | «Just My Imagination» (Norman Whitfield, Barrett Strong)                           | 9:46     |  |
| 8.  | «Twenty Flight Rock» (Eddie Cochran, Ned Fairchild)                                | 1:47     |  |
| 9.  | «Going to a Go-Go» (William Robinson, Warren Moore, Robert Rogers, Marvin Tarplin) | 4:03     |  |
| 10. | «Let Me Go»                                                                        | 5:25     |  |
| 11. | «Time Is on My Side» (Norman Meade, Jimmy Norman)                                  | 4:13     |  |
| 12. | «Beast of Burden»                                                                  | 7:24     |  |
| 13. | «Waiting on a Friend»                                                              | 5:55     |  |
| 14. | «Let It Bleed»                                                                     | 6:58     |  |
| 15. | «You Can't Always Get What You Want»                                               | 9:35     |  |
| 16. | «Band Introductions»                                                               | 1:42     |  |
| 17. | «Little T&A»                                                                       | 3:58     |  |
| 18. | «Tumbling Dice»                                                                    | 4:48     |  |
| 19. | «She's So Cold»                                                                    | 4:25     |  |
| 20. | «Hang Fire»                                                                        | 2:40     |  |
| 21. | «Miss You»                                                                         | 7:46     |  |
| 22. | «Honky Tonk Women»                                                                 | 3:42     |  |
| 23. | «Brown Sugar»                                                                      | 3:39     |  |
| 24. | «Start Me Up»                                                                      | 5:06     |  |
| 25. | «Jumpin' Jack Flash»                                                               | 8:43     |  |
| 26. | «(I Can't Get No) Satisfaction»                                                    | 7:28     |  |
| 27. | «The Star-Spangled Banner(Jimi Hendrix Version)»                                   | 3:42     |  |

## Créditos
The Rolling Stones
- Mick Jagger: Voz.
- Keith Richards: Guitarra.
- Charlie Watts: Batería.
- Ronnie Wood: Guitarra.
- Bill Wyman: Bajo.

Músicos adicionales
- Ian "Stu" Stewart: Piano.
- Ian McLagan: Teclados.
- Ernie Watts: Saxofón.